# Rafael Tesser
Rafael Luiz Baüml Tesser, mais conhecido como Rafael Tesser (Curitiba, 16 de maio de 1981), é um ex-futebolista brasileiro que atuava como lateral-direito. Atualmente está aposentado e reside na cidade de Joinville.

## Biografia
Começou sua carreira no Tamandaré, em 1999, onde se profissionalizou no ano seguinte e, de lá, foi para o Coritiba, em 2001. Transferiu-se por empréstimo para o  Dínamo Tbilisi, em 2003 e lá conquistou o Campeonato Georgiano e a Copa da Geórgia nesse mesmo ano e o bicampeonato da Copa da Geórgia em 2004. Voltou ao Brasil, em 2005 e atuou por Atlético Mineiro e Ituano. Retornou à Europa para jogar em três clubes italianos entre 2007 e 2008: Lecce, Taranto e Benevento. Voltou novamente ao Brasil e teve uma passagem pelo Marcílio Dias em 2009. Pelo  
Joinville, teve duas passagens marcantes em 2006, quando foi vicecampeão estadual e em 2009.. Nesse mesmo ano conquistou pela equipe catarinense a Copa Santa Catarina e a Recopa Sul-Brasileira. Em 2011, transferiu-se para o Red Bull Brasil. Está no América-SP.

## Títulos
Dínamo Tbilisi
- Campeonato Georgiano: 2003
- Copa da Geórgia: 2003, 2004

Joinville
- Copa Santa Catarina: 2009
- Recopa Sul-Brasileira: 2009

## Campanhas de destaque
Joinville
- Campeonato Catarinense: 2º lugar - 2006